# Метта сутта
Метта Сутта (Mettā Sutta) — це назва двох буддійських промов (палі: сутра), які містяться в палійському каноні Тапітака. Та, яку частіше оспівують тхеравадські ченці, також згадується як Караніяметта Сутта після інципіта Караніям, «(Це те, що) слід зробити». Його можна знайти в Суттаніпата (Sn 1.8) і Худдакапатта (Khp 9). Він складається з десяти віршів і вихваляє як доброчесні якості, так і медитативний розвиток mettā (палі), що традиційно перекладається як любляча доброта або дружелюбність. Крім того, переклад Thanissaro Bhikkhu як добра воля підкреслює, що практика використовується для розвитку бажання безумовної доброзичливості.
Інша промова, також оспівана буддистськими ченцями Тхеравади, оспівує переваги практики mettā (палі), і її можна знайти в Ангуттара-нікая (AN 11.15), також згадується як Меттанісамса Сутта.

## Передісторія
У палійському каноні буддизму Тхеравада метта є однією із чотирьох божественних обителів (алі: brahmavihāra), рекомендованих для культивування міжособистісної гармонії та медитативної концентрації (див., наприклад, kammaṭṭhāna). У пізніших канонічних творах (таких як Кар'япітака), mettā є однією з десяти досконалостей (параміта), яка сприяє досягненню пробудження (Бодхі) і є необхідною умовою для досягнення стану Будди.
Згідно з постканонічним коментарем Сутта Ніпата, передісторія для Метта Сутта полягає в тому, що група ченців була налякана земними девами в лісі, куди Будда послав їх медитувати. Коли монахи звернулися до Будди за порадою щодо вирішення цієї ситуації, Будда навчив монахів Метта Сутті як протиотруті для подолання страху. Ченці читали сутту і випромінювали любовну доброту. Їхня доброзичливість заспокоїла земних богів, щоб вони були спокійні та мовчазні.

## Зміст
Метта Сутта містить низку спогадів або декламацій, які сприяють розвитку mettā через доброчесні характеристики та медитацію.
Дискурс визначає п'ятнадцять моральних якостей і умов, які сприяють розвитку mettā. До них належать такі якості, як невведення в оману (uju), щирість (suju), легкість виправлення (suvaco), ніжність (mudu) і відсутність зарозумілості (anatimānī).
З погляду медитативного розвитку, дискурс визначає:
- навмисне бажання, яке сприяє породженню mettā (палі: sukhino vā khemino hontu; українська: «Нехай усі істоти будуть щасливі та безпечні»)
- засіб для розробки медитаційних об'єктів (список різних розмірів, близькості тощо) для такого бажання
- метафора — захисної любові матері до її єдиної дитини — про те, як слід плекати цю тему медитації та безпечно її оберігати. (Примітка: це часто – справді, майже повсюдно – неправильно тлумачать як прототипну метафору почуттів, які ми повинні розвивати до інших; однак це не є її передбачуваним значенням, як пояснює Таніссаро Бхіккху у статті «Метта означає доброзичливість»)[7].
- метод випромінювання mettā назовні в усіх напрямках[8].

## Використання
Її часто декламують як частину релігійних служб у традиції Тхеравади, але вона також популярна у традиції Махаяни.
Повідомлялося, що буддистські ченці співали Метта Сутту під час демонстрації проти військових у Бірмі у вересні та жовтні 2007 року.